# Ludwig von Falkenhausen
Le baron Ludwig Alexander Friedrich August Philipp von Falkenhausen, né le 13 septembre 1844 à Guben (province de Brandebourg), mort le 4 mai 1936 à Görlitz (Lusace), est un général prussien qui sert durant la guerre des Duchés, la guerre austro-prussienne et la guerre franco-allemande de 1870. Au cours de la Première Guerre mondiale, il est à la tête d'un corps de réserve et combat sur le front de Lorraine entre 1914 et 1916. Il dirige ensuite la 6e armée lors de la bataille d'Arras puis est nommé gouverneur militaire de Belgique jusqu'à la fin du conflit.

## Biographie

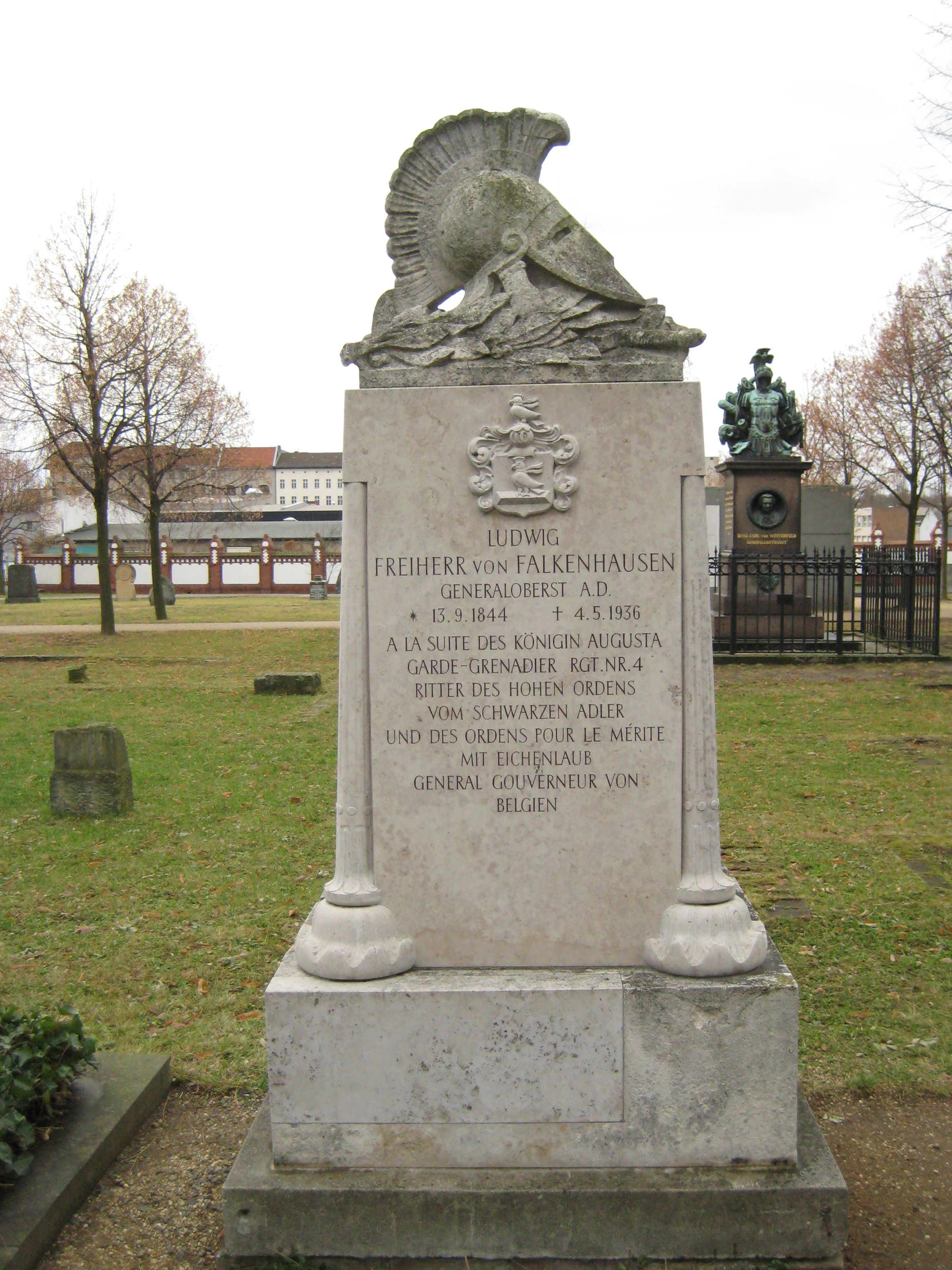
Tombe du général von Falkenhausen au cimetière des Invalides de Berlin

### Début de carrière
Ludwig von Falkenhausen est le fils du lieutenant-général Friedrich Wilhelm von Falkenhausen (né le 24 janvier 1821, mort le 5 juin 1889 à Breslau) et de Catherine von Falkenhausen née Rouanet (née le 8 février 1825, morte le 1er janvier 1907 à Breslau).
Falkenhausen suit des cours dans une école privée à Berlin, en mai 1856 il est élève à l'école des cadets à Potsdam. En 1859, il intègre la maison des cadets de Berlin. En mai 1862, il est transféré au 1re régiment à pied de la Garde. D'octobre 1865 à la fin de juillet 1868, von Falkenhausen suit des cours à l'Académie militaire, en mai 1866 il est nommé capitaine-adjudant du bataillon de remplacement. Plus tard, il est adjudant du régiment combiné des réserves des régiments de la Garde. En 1866, il participe à la guerre austro-prussienne. Entre octobre 1868 et la fin du mois de mai 1869, il sert dans le 1er régiment d'artillerie de campagne de la Garde et devient aide de camp du régiment en septembre 1869.
Au cours de la guerre franco-allemande de 1870, von Falkenhausen participe aux batailles de Saint Privat, de Beaumont de Sedan et au siège de Paris. À la fin de 1870, il n'est plus adjudant régimentaire, il sert à partir de juillet 1871 comme capitaine-adjudant de la 28e division d'infanterie de Karlsruhe. Il change ensuite régulièrement de poste passant d'officier au sein du 40e régiment de fusiliers à l'état-major général de l'armée. Il fait partie de l'état-major de la 16e division d'infanterie de Trèves, puis de l'état-major du 8e corps d'armée de Coblence. En 1885, von Falkenhausen commande le 1er bataillon du 65e régiment d'infanterie. En mars 1887, il devient Chef d'état-major du corps de la Garde. En juin 1890, il commande le 4e régiment de grenadiers de la Garde à Coblence. Il dirige deux ans plus tard, la 29e brigade d'infanterie à Cologne en 1893 et devient Intendant du Chef d'état-major de l'armée. Entre 1893 et 1895, il est membre du Conseil scientifique de l'Institut de la guerre.
Von Falkenhausen travaille ensuite au ministère de la Guerre à partir de janvier 1895. En janvier 1897, il dirige la 2e division de la garde à Berlin. En 1899, il est à la tête du 13e corps d'armée royal wurtembergeois. En mars 1902, il prend sa retraite mais continue à enseigner la science militaire.

### Première Guerre mondiale
Au début de la Première Guerre mondiale, von Falkenhausen reprend du service. En août 1914, il commande le 6e corps de remplacement formé de trois divisions de la Réserve de l'Armée. Jusqu'en 1916, son groupement de division combat dans le secteur de Lorraine. Pour ses services von Falkenhausen reçoit la récompense Pour le Mérite le 23 août 1914 et les feuilles de chêne le 15 avril 1916. Le roi de Saxe lui décerne le 15 septembre 1915, la croix des chevaliers de l'ordre militaire de Saint-Henri.
Entre avril 1916 et septembre 1916, von Falkenhausen commande la défense côtière allemande dans le secteur de Hambourg. Le 28 septembre 1916, il est nommé à la tête de la 6e armée. Il organise le repli des troupes allemandes sur la ligne Hindenburg au cours du printemps 1917 pour raccourcir la ligne de front et libérer des réserves lors de l'opération Alberich. En avril 1917, il supporte avec son armée les assauts des troupes britanniques et canadiennes lors de la bataille d'Arras et de la crête de Vimy et ne peut empêcher la prise de la crête et le dégagement de la ville. Erich Ludendorff lui reproche de ne pas avoir correctement pratiqué la technique de défense en profondeur pour bloquer les attaques alliées et le limoge de son commandement. Le 22 avril 1917, à la suite du décès de Moritz von Bissing, von Falkenhausen devient gouverneur général du Gouvernement général impérial allemand de Belgique jusqu'à la fin du conflit. Au cours de son commandement 170 civils belges ont été exécutés.

### Après guerre
Falkenhausen décède le 4 mai 1936 à Görlitz. Il est enterré au cimetière des Invalides de Berlin.

## Famille
Falkenhausen épousé en premières noces Helene von Waldow und Reitzenstein (de) (1847-1886) le 17 septembre 1868 et en secondes noces Alice Petzold (1863-1947) le 10 mars 1902. De son premier mariage, il a un fils, Friedrich, qui devient juriste administratif. Sa fille Katharina (1872-1949) épouse Adolf von Deines (1845-1911) en 1898.